# Генрих Земо
Барон Генрих Земо (англ. Baron Heinrich  Zemo) — вымышленный персонаж, появляющийся в американских комиксах издательства Marvel Comics. Персонаж был создан Стэном Ли и Джеком Кирби и впервые появился в качестве камео The Avengers #4 (Март, 1964), прежде чем официально дебютировал в The Avengers #6 (Июль, 1964). Он был представлен как злодей из прошлого Капитана Америки после того, как супергерой был заново представлен во время Серебряного века комиксов. Барон Земо — нацистский учёный, а также основатель и первый лидер Повелителей Зла. Является заклятым врагом Капитана Америки и Мстителей. Генрих — 12-й барон Земо в своей семейной родословной, а также отец Гельмута Земо.
На протяжении многих лет с момента её первого появления в комиксах героиня появлялась в других медиа продуктах, включая мультсериалы, анимационные фильмы и видеоигры.

## История публикаций
Барон Генрих Земо был создан сценаристом Стэном Ли и художником Джеком Кирби и впервые появился в The Avengers #4 (Март, 1964). Он не был назван по имени вплоть до своего полноценного появления The Avengers #6 (Июль, 1964) и Sgt. Fury and His Howling Commandos #8, который был издан в том же месяце. Земо был введён как злодей из ранних приключений Капитана Америки после того, как персонаж обрёл новую жизнь во время Серебряного века комиксов.
Ли и Кирби задумали Генриха Земо как маниакального нацистского учёного, из-за которого Капитан Америка в последующие годы долго не появлялся на страницах комиксов. Земо стоял за взрывом беспилотника, послужившего причиной мнимой смерти Баки Барнса и погружением Капитана Америки в арктические воды. После небольшого камео в The Avengers #4 (Март, 1964) Земо вернулся вместе со своей командой под названием Повелители Зла, возобновив кровавую вражду с Капитаном Америкой. По словам сценариста Курта Бьюсика, несмотря на небольшое количество появлений Земо, Ли и Кирби потрудились над этим персонажем:

 «Стэн и Джек приложили достаточно усилий, чтобы сделать его уникальным, с приклеенным колпаком, а затем использовать его в дальнейших выпусках - он далеко не самый проработанный персонаж, по крайней мере не при первых появлениях, однако [Земо] имеет определённую глубину. Они [Ли и Кирби] часто использовали его за этот год. Он появился восемь раз, что немало для одного года».Оригинальный текст (англ.)«Stan and Jack cared enough to make him distinctive, with the glued-on hood, and then to use him in a second series — he's not the world's most complex character, at least not in those early days, but he's a character of some weight. They certainly used him often in that year or so that he existed as a living villain. He shows up eight times, which is a lot for a single year.»

Впоследствии другие сценаристы расширили историю персонажа и его генеалогическое древо. По словам Бьюсика, даже незначительные дополнения, такие как слово «Барон» к его имени в Captain America #128 (1970), породили десятки сюжетных линий. В серии Sgt. Fury and His Howling Commandos он был назван «Доктором Земо», а в The Avengers — просто Земо. «Бароном Земо» Генрих стал лишь 5 лет спустя после своей смерти, что, по мнению Бьюика, могло произойти из-за ошибки Ли, который «перепутал его с бароном Штрукером или что-то вроде этого». Будущие сценаристы Marvel, включая Бьюсика, получили множество новых людей благодаря этой «случайности».
Также персонаж фигурировал в The Avengers #7 (Август, 1964), #9-10 (Октябрь - ноябрь, 1964), Tales of Suspense #60 (Декабрь, 1964) и The Avengers #15 (Апрель, 1965), в последнем из которых был убит.

## Альтернативные версии

### JLA/Avengers
Барон Земо и другие члены Повелителей Зла были замечены обороняющими крепость Кроны.

### Larval Zooniverse
В реальности Свина-паука Барон Земо был представлен как антропоморфная зебра по имени Барон Зебра.

### Marvel Noir
Во вселенной Marvel Noir барон Штрукер использовал комбинацию золпидема, этанола, хлорметана и «офентонила», чтобы промыть мозги Говарду Старку и превратить в Барона Земо, чтобы тот противостоял Тони Старку в 1930-х годах.

## Вне комиксов

### Телевидение

Барон Генрих Земо в мультсериале «Мстители. Величайшие герои Земли».

- Барон Генрих Земо появляется в сегменте про Капитана Америку в мультсериале «Супергерои Marvel», где его озвучил Джилли Фенвик[11].
- Барон Генрих Земо появляется в эпизоде «Решение командира» мультсериала «Мстители. Всегда вместе» 1999 года.
- В мультсериале «Мстители: Величайшие герои Земли» 2010 года Барона Генриха Земо озвучил Робин Аткин Даунс[11]. В этой реальности он является основателем и первым лидером Гидры, который носит ту же одежду, что и классическая версия из комиксов во время Второй мировой войны, а в современности — костюм Гельмута Земо. Во время Второй мировой войны, Барон Земо разработал «Вирус Икс», чтобы уничтожить антигитлеровскую коалицию, однако, во время противостояния с Капитаном Америкой он попал под действие собственного биооружия, в результате чего его лицо было сильно изуродовано. В то время как Арним Зола разработал формулу, которая  значительно продлевала срок жизни Земо, позволяя ему дожить до современности, Барон был захвачен и заключён в тюрьму Рафт, из которой впоследствии сбежал. Узнав, что Капитан Америка была обнаружен Мстителями, Земо вознамерился уничтожить своего старого врага. Позже Чаровница заключила с ним союз, в результате чего были сформированы Повелители Зла, которые напали на Особняк Мстителей. В конечном итоге Земо предал Чаровницу, чтобы захватить контроль над ней и асгардской армией Локи. Чаровница поклялась отомстить Земо, из-за чего тот и другие члены Повилителей Зла были вынуждены обратиться ко Мстителям за помощью. С поражением Чаровницы Земо предал Мстителей, однако был побеждён Скруллом, выдающим себя за Капитану Америку. Впоследствии был помещён в Тюрьму 42.
- Такетора озвучил Барона Генриха Земо в аниме «Мстители: Дисковые войны» 2014 года[11].
- Барон Земо появляется в мультсериале «Мстители, общий сбор!» 2013 года, где его озвучили Дэвид Кей[11] и Дэнни Джейкобс[11].

### Мультфильмы
Эрик Бауза озвучил Барона Генриха Земо в полнометражном мультфильме «Секретные материалы Мстителей: Чёрная вдова и Каратель» 2014 года.

### Видеоигры
В игре Captain America: Super Soldier 2011 года Барона Генриха Земо озвучил Стивен Блум. Несмотря на то, что сам Барон не появляется в сюжете лично, его голос можно услышать в коллекционных дневниках, где раскрывается история его семьи, а также обстоятельства формирования союза с Красным Черепом. Они намеревались пробудить Спящего, расположенного под фамильным замком Земо. В версиях игры для Nintendo DS и Wii Земо разговаривает с Капитаном Америкой по радио.